# Tab Hunter
Tab Hunter (nacido como Arthur Andrew Kelm; Nueva York, 11 de julio de 1931-Santa Bárbara, California; 8 de julio de 2018) fue un actor y cantante estadounidense. Como actor intervino en cerca de cuarenta títulos entre 1950 y 1996; como cantante, logró que su sencillo «Young Love» fuera número uno en el Billboard de 1957.

## Biografía

### Comienzos
Fue hijo de los inmigrantes alemanes Charles Kelm (judío) y Gertrude Gelien (luterana). Después del divorcio, la madre se trasladó a California junto con sus dos hijos, recuperó su apellido de soltera, Gelien, y cambió el apellido de sus hijos por este. Hunter se unió a la Guardia Costera a la edad de quince años, mintiendo sobre su edad para alistarse. En sus últimos años, su madre arrastró problemas de salud que obligaron a sus institucionalización y a la administración de tratamientos de choque; Hunter apoyó a su madre hasta que ella falleció.

### Carrera como actor
Cambió su nombre por el de «Tab Hunter», sugerido por su primer agente, Henry Willson. Entre las películas de Hunter figuran: Island of Desire, junto a Linda Darnell; el drama bélico ambientado en la II Guerra Mundial Battle Cry, en la que tenía un romance con una mujer mayor; Colinas ardientes (The Burning Hills) con Natalie Wood; That Kind of Woman con la estrella italiana Sophia Loren; Gunman's Walk, western con Van Heflin y The Pleasure of His Company con Debbie Reynolds. Estos títulos cimentaron su éxito como joven galán cinematográfico.
En septiembre de 1955, la revista Confidential informó de un arresto de Hunter en 1950 por conducta desordenada. El artículo también hacía referencia a la estancia en prisión del también actor Rory Calhoun. El artículo surgió de un trato con el agente Henry Willson, quien no deseaba que se revelase públicamente la orientación sexual de su más prominente cliente, Rock Hudson. Esto no tuvo efectos negativos en la carrera de Hunter ni en la de Calhoun; unos meses después, Hunter fue considerado la más prometedora nueva personalidad («Most Promising New Personality» en una encuesta nacional patrocinada por el Council of Motion Picture Organizations. En 1956, recibió 62 000 felicitaciones por San valentín. Hunter, James Dean y Natalie Wood fueron los últimos actores en tener contrato en exclusiva con los estudios Warner Bros.
El 9 de julio de 1960, fue arrestado por la policía de Glendale, California, siendo exculpado tras el juicio celebrado en octubre ante la falsedad de las acusaciones. A principios de los años 1960 no consiguió obtener el papel de Tony en la adaptación cinematográfica del musical West Side Story. Hunter tuvo su propio show televisivo, The Tab Hunter Show, en la cadena NBC, que solo se mantuvo en emisión una temporada (1960-1961), aunque se convirtió en una de las comedias de situación de mayor audiencia en el Reino Unido. Se estableció en el sur de Francia y actuó en algunas películas europeas: No importa morir, de León Klimovsky, o el spaghetti western La venganza y mi perdón de Roberto Mauri.
Reapareció en la década de 1980 en diversas comedias: Polyester, de John Waters, que le empareja con Divine, quien es un ama de casa insatisfecha que centrará su interés en Tod Tomorrow, personaje de galán que encarna Hunter; Pandemonium, una parodia del cine de terror para adolescentes; Grease 2, secuela del conocido musical, en el que Hunter es el profesor suplente e interpreta el tema «Reproduction» o Lust in the Dust (1985), de Paul Bartel, que le volvió a reunir con Divine. Otros papeles de Hunter en esta década fueron en cine de terror como Cameron's Closet o Grotesque. En 1992 escribió el guion de Dark Horse, en la que también actuaba.
El documental Tab Hunter Confidential, producido por Allan Glaser, Neil Koenigsberg y Jeffrey Schwarz, trata de la vida de Hunter.

### Cantante
Tuvo éxito en 1957 con la canción «Young Love», que alcanzó el número uno en el Billboard Hot 100 por espacio de seis semanas y fue uno de los hits de mayor recorrido durante la era del rock'n'roll.

### Vida personal
Hunter fue amigo íntimo de Etchika Choureau, su compañera de reparto en Lafayette Escadrille, y de Joan Cohn, viuda de Harry Cohn, con las que contempló la posibilidad del matrimonio, además de mantener amistad con muchas otras actrices de Hollywood, aunque nunca se casó. Hunter mantuvo una larga relación con el también actor Anthony Perkins y con el campeón de patinaje Ronald Robertson, antes de comenzar su relación con quien fue su pareja por espacio de más de treinta años, Allan Glaser.
Durante la era de los estudios en Hollywood, Hunter ha admitido que ser gay entonces era un problema, no se sentía cómodo en el mundo de la actuación y se vio obligado a mantener con dificultad una doble vida.
Hunter escribió una autobiografía,Tab Hunter Confidential: The Making of a Movie Star (2006), coescrita con el especialista en género negro Eddie Muller, la cual se convirtió en un best-seller en el New York Times y tuvo una edición en libro en 2007. El libro ha seguido reeditándose y ha sido nominado para algunos galardones. En el libro, Hunter confirma su homosexualidad y rechaza la veracidad de sus romances con Natalie Wood o Debbie Reynolds.
Hunter tiene una estrella en el paseo de la fama de Hollywood en Hollywood Boulevard. En 2007, una Golden Palm Star en el Palm Springs Walk of Stars de Palm Springs, California fue dedicada a Hunter.

### Muerte
Hunter falleció el 8 de julio de 2018 a los 86 años (tres días antes de cumplir 87 años) a causa de un ataque cardíaco derivado de complicaciones de una trombosis venosa profunda.

## Filmografía

### Cine
- The Lawless (1950)
- Saturday Island (también conocida como Island of Desire, 1952)
- Gun Belt (1953)
- The Steel Lady (1953)
- Return to Treasure Island (1954)
- Track of the Cat (1954)
- Battle Cry (1955)
- The Sea Chase (1955)
- The Burning Hills (1956)
- The Girl He Left Behind (1956)
- Lafayette Escadrille (1958)
- Gunman's Walk (1958)
- Damn Yankees (1958)
- Llegaron a Cordura (They Came to Cordura, 1959)
- That Kind of Woman (1959)
- The Pleasure of His Company (1961)
- The Golden Arrow (1962)
- Operation Bikini (1963)
- Troubled Waters (1964)
- Ride the Wild Surf (1964)
- War-Gods of the Deep (1965)
- The Loved One (1965)
- Birds Do It (1966)
- The Fickle Finger of Fate (1967)
- Hostile Guns (1967)
- La venganza y mi perdón (La vendetta e il mio perdono, también conocida como Vengeance Is My Forgiveness, 1968)
- The Last Chance (1968)
- The Legion of No Return (1969)
- The Arousers (1970)
- El juez de la horca (The Life and Times of Judge Roy Bean, 1972)
- Sweet Kill (1973)
- Timber Tramps (1975)
- Won Ton Ton, the Dog Who Saved Hollywood (1976)
- The Kid From Left Field (1979)
- Polyester (1981)
- Pandemonium (1982)
- Grease 2 (1982)
- Lust in the Dust (1985)
- Grotesque (1988)
- Cameron's Closet (1989)
- Out of the Dark (1989)
- Dark Horse (1992)
- Wild Bill (1996)

### Televisión
- The Tab Hunter Show
- The Fall Guy (episodio de 1983 «P.S I love you» y episodio de 1984 «Bite of the wasp»)
- Combat! (Episodio 8 -1962 - The celebrity como Del Packer

## Éxitos como cantante
| Año  | Título                                     | Posiciones | Posiciones |
| Año  | Título                                     | US         | UK         |
| ---- | ------------------------------------------ | ---------- | ---------- |
| 1957 | «Young Love»                               | 1          | 1          |
| 1957 | «Red Sails in the Sunset»                  | 57         | —          |
| 1957 | «Ninety-Nine Ways»                         | 11         | 5          |
| 1957 | «Don't Get Around Much Anymore»            | 74         | —          |
| 1958 | «Jealous Heart»                            | 62         | —          |
| 1959 | «(I'll Be With You) In Apple Blossom Time» | 31         | —          |
| 1959 | «There's No Fool Like A Young Fool»        | 68         | —          |